# Stożek wulkaniczny

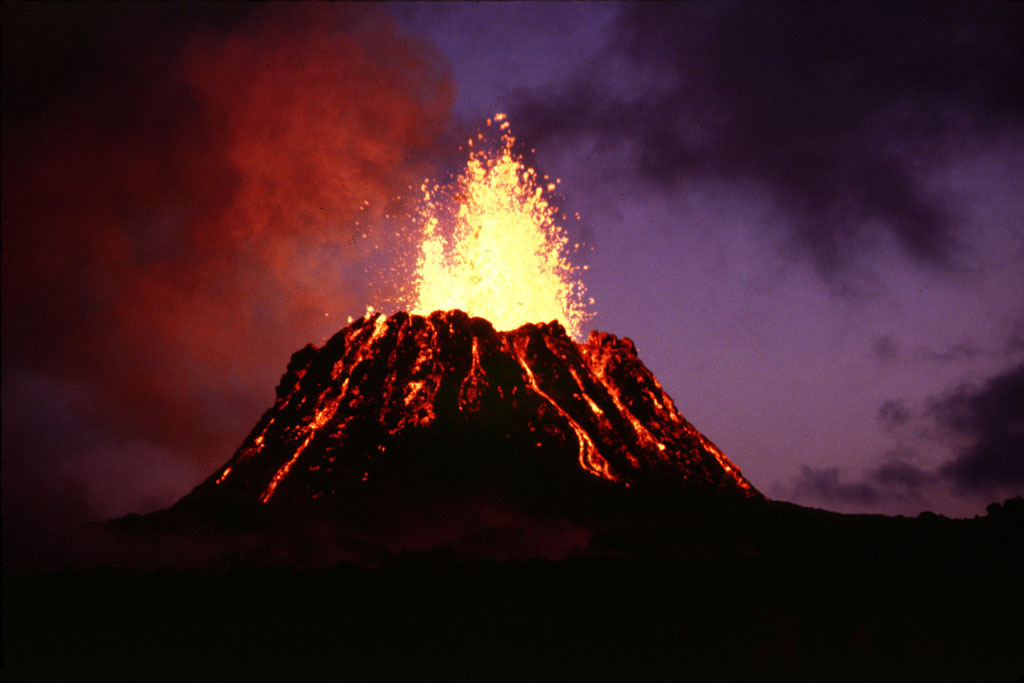
Stożek wulkaniczny w Kīlauea na Hawajach

Stożek wulkaniczny – wulkan, wzniesienie o stożkowatym kształcie, utworzone z lawy lub materiałów piroklastycznych, wydobywających się z wylotu komina wulkanicznego w czasie erupcji centralnej. W wyniku kolejnych erupcji kształt i wielkość stożka mogą ulegać zmianom, w wierzchołkowej partii może utworzyć się kaldera.

## Stadia rozwoju rzeźby wulkanicznej
Wg prof. Arthura Newella Strahlera stadia rozwoju rzeźby wulkanicznej dzielimy na:
- Stadium młodociane
- Stadium kaldery
- Stadium dojrzałe
- Stadium zgrzybiałe